# Finike (Landkreis)
Finike ist ein Landkreis (İlçe) der türkischen Provinz Antalya und zusammen mit der Kreisstadt Finike gleichzeitig ein Stadtbezirk der 1993 geschaffenen Büyükşehir belediyesi Antalya (Großstadtgemeinde/Metropolprovinz). Er grenzt im Westen an die Landkreise Demre und Kaş, im Norden an den Kreis Elmalı und im Osten an den Kreis Kumluca.
Finike gilt mit Kumluca als der Orangen- und Gemüsegarten der Türkei. Daraus leitet sich das Emblem des Bezirkes, eine Orange, ab. An der Küste gibt es mehrere Hotels. Beliebte Ausflugsziele sind die Ruinen von Arykanda und Limyra.
Seit einer Gebietsreform 2014 ist der Landkreis flächen- und einwohnermäßig identisch mit der Kreisstadt, alle ehemaligen Dörfer und Gemeinden des Kreises wurden Mahalleler (Ortsteile) der Stadt.